# ترانه‌های روستائی
ترانه‌های روستائی فیلمی به کارگردانی صابر رهبر و نویسندگی عزیزالله بهادری محصول سال ۱۳۴۳ است. در این فیلم ایرج، شهین و عباس منتجم شیرازی به‌عنوان خواننده حضور داشته‌اند.

## خلاصه داستان
ارباب ممتاز مایحتاج روزانهٔ خود را به کمک مباشرش از روستائیان به صورت باج تأمین می‌کند...

## بازیگران
- محمدعلی فردین
- شهین
- فریده نصیری
- تقی ظهوری
- منصور سپهرنیا
- حمیده خیرآبادی
- ایران قادری
- نعمت‌الله پیشواییان
- عباس مهردادیان
- مهدی رئیس فیروز
- رشید
- کیوان
- مریم صفا
- ناهید ضرابی
- مهری مهرنیا